# Костромская слобода (музей-заповедник)
Костромской архитектурно-этнографический и ландшафтный музей-заповедник «Костромская слобода» — один из старейших музеев под открытым небом России, находится в городе Костроме.

## Место расположения
Основная территория музея-заповедника располагается за южной стеной Ипатьевского монастыря, при впадении реки Костромы в Волгу. Другая экспозиционная зона находится со стороны северной стены Ипатьевского монастыря (при подъезде к главному монастырскому входу): здесь расположен древнейший памятник церковной деревянной архитектуры всей Центральной России — церковь Собора Пресвятой Богородицы (1552 год).

## История создания
Создание в Костроме музея деревянного зодчества (первоначальное название) связано со строительством на Волге плотины Горьковской ГЭС и созданием Горьковского водохранилища (1955—1957 годы). В послевоенные годы (1946 — начало 1950-х годов) в Костромскую область было направлено несколько экспедиций Академии архитектуры СССР с целью выявления особо ценных памятников русской архитектуры. Первой стала экспедиция под руководством С. Л. Агафонова.
Создание коллекции музея началось с перевозки в Кострому с затапливаемых территорий замечательного памятника деревянного зодчества начала XVIII века — Спасо-Преображенской церкви из села Спас-Вёжи, поставленной на территории Нового города Ипатьевского монастыря в 1955 году. В дальнейшем по проекту А. В. Ополовникова была перевезена и поставлена у стен Ипатьевского монастыря церковь Собора Пресвятой Богородицы из села Холм (Галичский район Костромской области), а по проекту И. Ш. Шевелёва — церковь Всемилостливого Спаса из села Фоминское Костромского района.
Помимо памятников культового назначения перевозились и ставились у стен Ипатьевского монастыря крестьянские дома и хозяйственные постройки (бани, амбары, мельницы) XIX — нач. XX веков.

## Название музея
Жители Костромы и гости города первоначально называли музей просто — «Костромской музей деревянного зодчества». Однако официальные названия музея со временем менялись.
- 1960—1971 годы — Музей народного деревянного зодчества при историко-архитектурном заповеднике бывшего Ипатьевского монастыря (то есть музей изначально создавался как структурное подразделение Костромского историко-архитектурного музея-заповедника «Бывший Ипатьевский монастырь»).
- 1972—2005 годы — «Музей народной архитектуры и быта» — структурное подразделение (отдел) Костромского историко-архитектурного музея-заповедника бывшего Ипатьевского монастыря.
- 2006 год — выделение отдела музея в отдельное юридическое лицо, появление названия «Костромская слобода» — Областное государственное бюджетное учреждение культуры «Костромской архитектурно-этнографический и ландшафтный музей-заповедник „Костромская слобода“». Учредитель — департамент культуры Костромской области.
- 2018 год — музей входит в состав Областного государственного бюджетного учреждения культуры «Костромской государственный историко-архитектурный и художественный музей-заповедник» как «Архитектурно-этнографический отдел».

## Экспонаты

### Церковь Собора Пресвятой Богородицы из села Холм

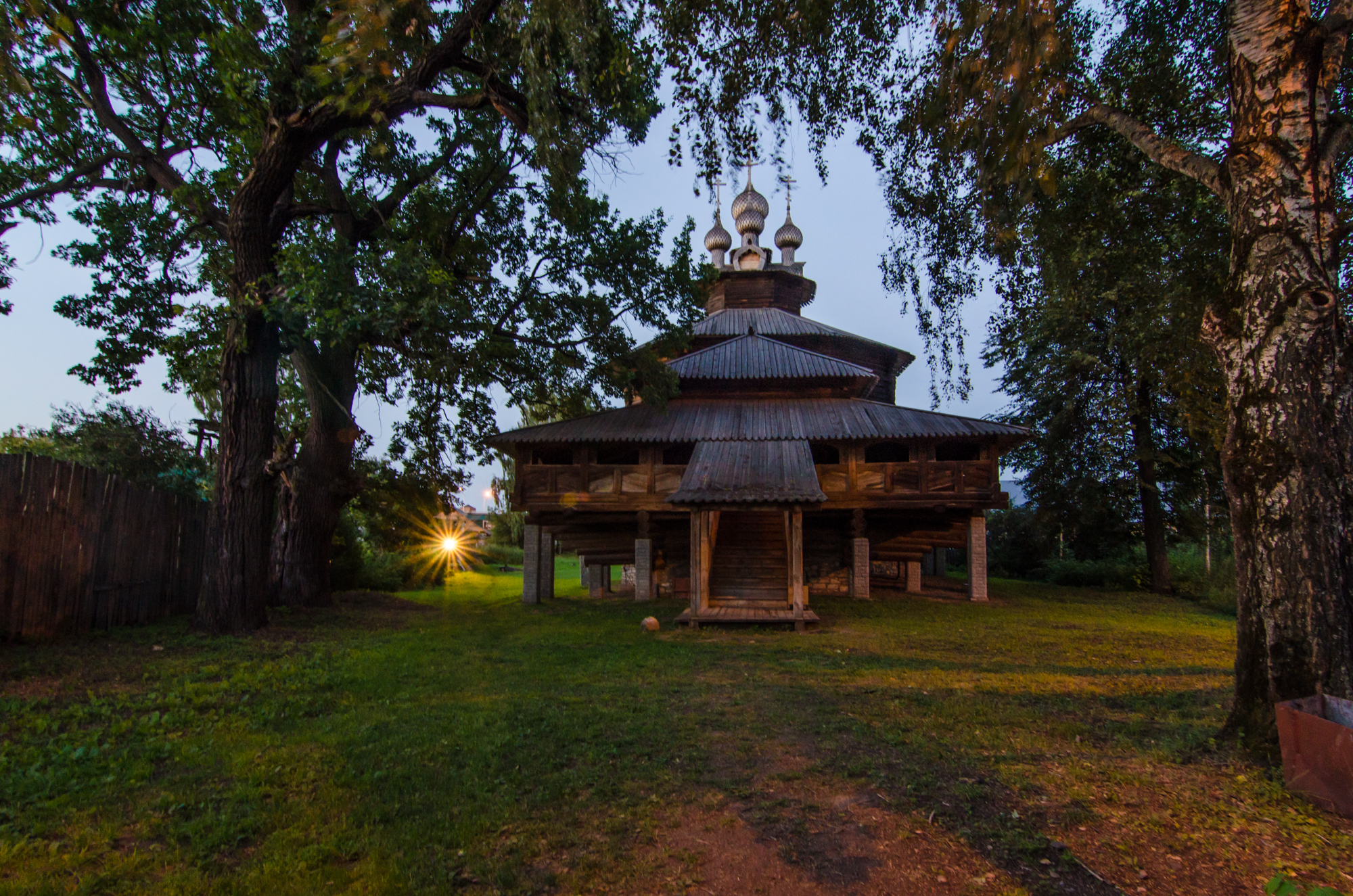

Памятник впервые описан экспедицией Академии архитектуры СССР в 1946 году у села Холм под городом Галич (Костромская область). Памятник датируется 1552 годом. По преданию, распространенному в среде холмских жителей, церковь Собора Пресвятой Богородицы срубили два брата — плотники Карп и Папила, которые будто бы впоследствии были похоронены под этим храмом. Участниками экспедиции, возглавляемой С. Л. Агафоновым, в подцерковье здания действительно были обнаружены два захоронения, но находились они в разных частях подклета (одно захоронение под алтарем, второе — под трапезной). В 1960—1962 годах памятник был перевезен в Кострому и установлен за рекой Костромой у северной стены Ипатьевского монастыря.

### Церковь Всемилостивого Спаса из села Фоминское

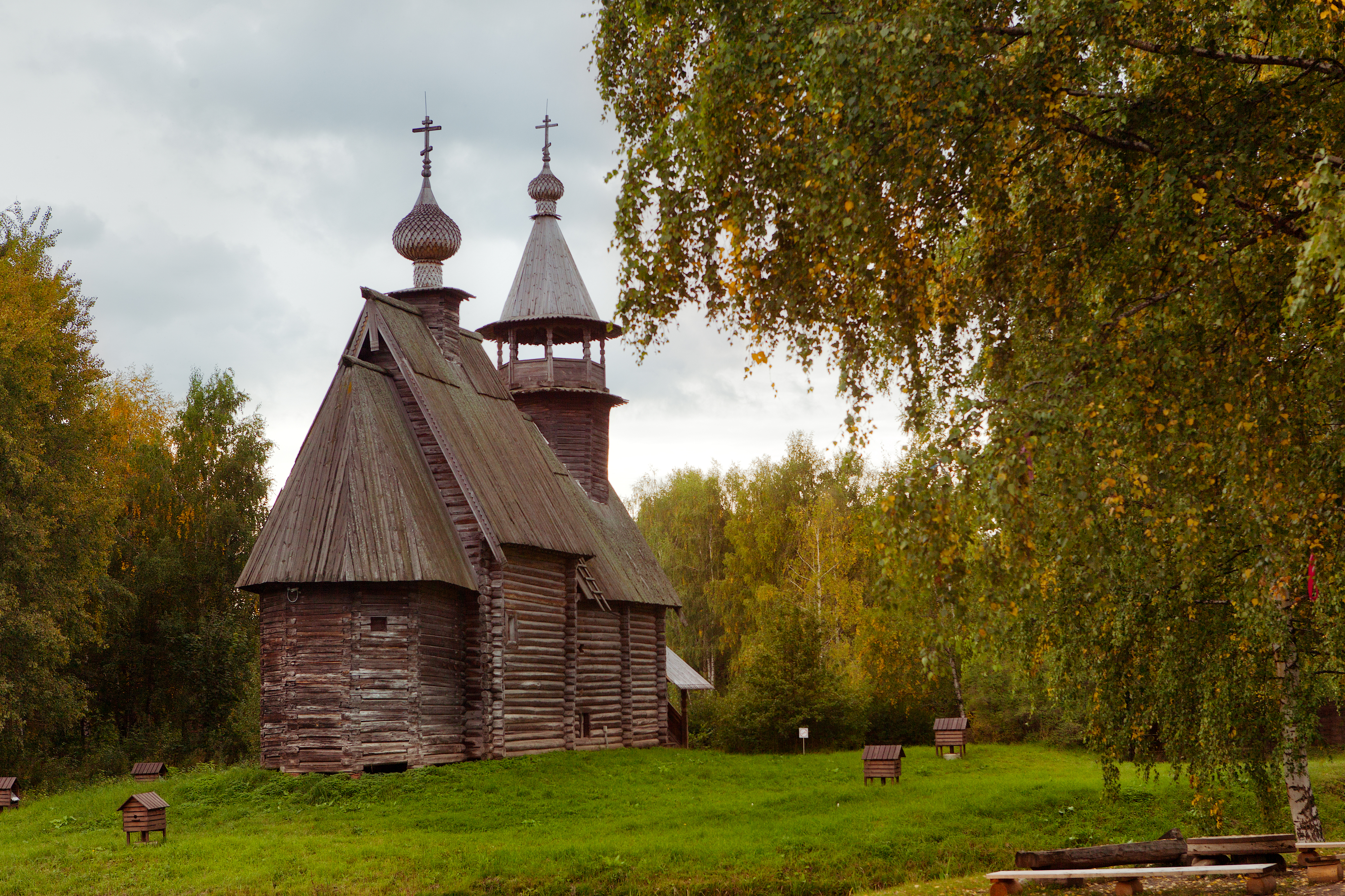

Церковь из села Фоминское Костромского района датируется 1712 годом. Относится к широко распространённому типу клетских церквей. Состоит из четырёх «клетей» (частей, объёмов): алтарь, четверик, трапезная, паперть (сени). Восьмигранная колокольня врублена в кровлю сеней. Кровля храма двускатная «клинчатая», в два слоя тёса «со скалой» (между верхним и нижним слоями тёса уложены широкие листы бересты), главки четверика и колокольни покрыты осиновым лемехом. Интерьер церкви — это замечательный образец народного мастерства: солея выполнена в каноне XVII века, лавки с фигурными ножками и резной опушкой врублены вдоль стен; клиросы, украшенные геометрической резьбой, установлены перед иконостасом у северной и южной стен. Обращают на себя внимание полы, рубленные из плах, косящатые и волоковые окна и массивная входная дверь с секирным замком. Находится на основной территории музея-заповедника (южней Ипатьевского монастыря)

### Церковь Ильи Пророка из села Верхний Березовец

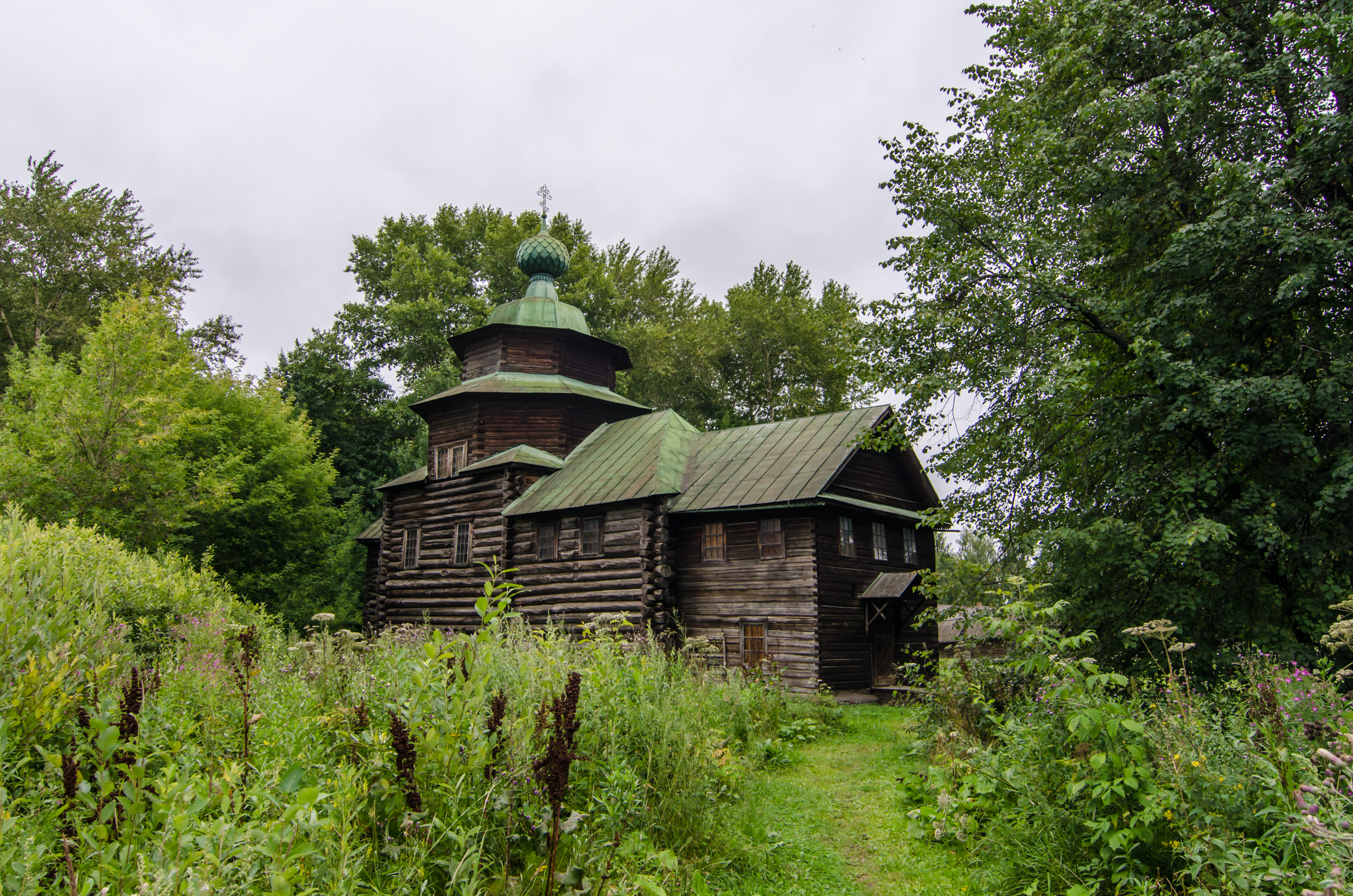

Церковь из села Верхний Березовец Солигаличского района Костромской области. Точная дата постройки неизвестна. Исследователи памятника, основываясь на конструктивных и стилистических особенностях, дают неопределенную датировку его строительства — XVI—XVIII вв. Верхний этаж занимал «летний», то есть неотапливаемый храм в честь Ильи Пророка. Церковь имеет богатое внутреннее убранство. Особый интерес представляет интерьер летней церкви, где сохранились: так называемое «небо» — свод, обтянутый домотканым холстом с изображением сцен Страстей Христовых; резной четырёхъярусный иконостас; установленные по стенам четверика расписные тябла, на которых в два ряда размещались иконы; резная сень над плащаницей в северо-западном углу четверика.

### Этнографическая деревня
Вдоль живописной речки Игуменки поставлены жилые крестьянские дома и множество хозяйственных построек: мельницы, амбары, бани — всего около 30 памятников деревянной архитектуры Костромского края и соседних Нижегородского и Вологодского регионов. Внутри большинства построек открыты тематические экспозиции.

## Культурно-массовые мероприятия
Территория музея-заповедника «Костромская слобода» является также площадкой для массовых народных гуляний в традициях дореволюционной России, фольклорных фестивалей, продвижения и поддержки народных художественных промыслов. Объекты, расположенные на территории музея-заповедника, всегда востребованы кинематографистами: на территории музея-заповедника часто работают киносъемочные группы, снимая как художественные, так и научно-популярные фильмы.